# Laas (Włochy)
Laas (wł. Lasa) – miejscowość i gmina we Włoszech, w regionie Trydent-Górna Adyga, w prowincji Bolzano.
Liczba mieszkańców gminy wynosiła 3896 (dane z roku 2009). Język niemiecki jest językiem ojczystym dla 97,54%, włoski dla 2,29%, a ladyński dla 0,17% mieszkańców (2001).